# Yết Dương
Yết Dương (tiếng Trung: 揭阳; bính âm: Jiēyáng, phồn thể:揭陽) là một thành phố cấp địa khu (địa cấp thị) ở tỉnh Quảng Đông, Cộng hòa Nhân dân Trung Hoa. Yết Dương giáp Sán Đầu về phía đông, Triều Châu về phía đông bắc, Mai Châu về phia bắc, Sán Vĩ về phía tây, và nhìn ra Biển Đông về phía nam.

## Hành chính
Thành phố trực thuộc tỉnh Yết Dương quản lý 5 đơn vị cấp huyện, bao gồm 2 quận (khu), 1 thành phố cấp phó địa (do tỉnh trực tiếp quản lý) và 2 huyện.
- Quận Dong Thành (榕城区/榕城區)
- Quận Yết Đông (揭东区/揭東區)
- Thành phố cấp phó địa Phổ Ninh (普宁市/普寧市)
- Huyện Huệ Lai (惠来县/惠來縣)
- Huyện Yết Tây (揭西县/揭西縣)

Các đơn vị này lại được chia ra 100 đơn vị cấp hương, bao gồm 69 trấn, 10 hương và 21 phó quận.

## Kinh tế
Kinh tế chủ yếu là trồng lúa và dệt.

## Ngôn ngữ và văn hóa
Dân chúng vùng này nói phương ngữ Triều Châu. Phương ngữ Khách Gia cũng được nói ở huyện Yết Tây.